# Olivier Véran
Olivier Véran (Saint-Martin-d'Hères, 22 de abril de 1980) es un médico neurólogo y político francés. Ministro de la Solidaridad y de la Salud en el Gobierno del Primer ministro Édouard Philippe desde 2020 hasta 2022. Es miembro de La República en Marcha (REM). Con anterioridad, fue miembro de la Asamblea Nacional por la primera circunscripción de Isère desde 2017 hasta 2020.
Desde el 4 de julio de 2022 hasta el 11 de enero de 2024, fue ministro delagado de la Renovación democrática y portavoz del Gobierno.

## Biografía
Véran ha trabajado como neurólogo en el Hospital Universitario Grenoble-Alpes. Ha sido portavoz de la Intersindical de médicos Internos de Hospital y asesor del Departamento de Salud de Isère.

## Carrera política
Véran fue elegido por primera vez a la Asamblea Nacional en las elecciones de 2012, como miembro del Partido Socialista. Durante su tiempo en el parlamento, fue ordenada por el Primer Ministro Jean-Marc Ayrault, con una investigación del gobierno en el marco regulatorio para los productos de la sangre.
En 2015, Véran dimitió como diputado para competir en las elecciones departamentales de 2015, donde se convirtió en un miembro del consejo regional de Auvernia-Ródano-Alpes. En 2016, la ministra de Salud, Marisol Touraine, lo nombró para dirigir un comité encargado de la elaboración de propuestas de reforma para la Francia del hospital de financiación.
Antes de la elecciones presidenciales de 2017, Véran aprobado Emmanuel Macron y se unió a La República En Marche!. Fue reelecto a la Asamblea Nacional francesa el 18 de junio de 2017, lo que representa el departamento de Isère. En el parlamento, se desempeñó como miembro de la Comisión de Asuntos Sociales de la Comisión, de la cual fue ponente en la seguridad social y las pensiones del gobierno a los planes de reforma.
Véran fue Ministro de la Solidaridad y de la Salud, desde el 16 de febrero de 2020 hasta el 20 de mayo de 2022.
Fue reelecto diputado el 19 de junio de 2022. En 2024, será derrotado en las elecciones legislativas anticipadas.

## Vida personal
Véran está en una relación con su compañera política Coralie Dubost.